# Pere Joan Rossell Llobet
Pere Joan Rossell Llobet (Barcelona, f.s. XVI – post. 1654) va ser un polític català, magistrat de la Reial Audiència francesa a Catalunya.
El seu pare fou Joan-Francesc Rossell, conseller en cap de Barcelona en dos períodes (1623 i 1638-39), i síndic del Braç Reial en les Corts Generals de 1626 i 1632, en les quals va enemistar-se amb el comte duc d'Olivares. Juntament amb ell, el 1616 participa en una ambaixada a la Cort de Madrid.
Vers 1630, Pere Joan Rossell treballava com a advocat del Consell de Cent. Des d'aquesta posició, el 1632 va firmar un dictamen contra directrius de la reialesa hispànica, en concret defensant l'exempció d'allotjament de soldats que gaudia la ciutat de Barcelona, així com oposant-se a la repressió d'aquelles persones que s'enfrontessin violentament als soldats. Juntament amb Pau Boquet, Rafael Matalí i Jaume Pi, va ser empresonat a les presons reials (1634-35). Recuperada la llibertat, va ser escollit procurador del Consell de Cent per tractar la demanda de contrafacció en l'afer dels magatzems de Mataró (1638).

## Participació en la Guerra dels Segadors
El 1640, Pere Joan Rossell va ser escollit conseller terç del Consell de Cent. A finals d'any, va substituir el conseller en cap Joan Pere Fontanella com a màxim responsable de la Coronela de la ciutat.
L'historiador Manel Güell assenyala que, en aquesta condició, el 12 de desembre va liderar el terç de milicians barcelonins de Santa Eulàlia que desitjava socórrer a la ciutat. En arribar a la ciutat, rebutja el pacte de rendició acordat entre el baró d'Espenan i el marquès de Los Vélez. La victòria a la batalla de Montjuïc (26 de gener de 1641) permet que l'exercit francocatalà recuperi posicions. En aquest nou context, Rossell retorna Tarragona -juntament amb Francesc de Tamarit- per assetjar-la. Quan el conseller militar se'n va a Barcelona, assumeix el comandament de les tropes, i lidera les batalles de Tamarit, Valls i Constantí. Prop del municipi tarragoní, el novembre de 1641 participa en l'intercanvi de presoners entre el seguici de la duquessa de Cardona i els ambaixadors catalans a la Cort castellana.
Rossell forma part de la Reial Audiència quan es decideix tancar temporalment la institució per tal que els jutges i magistrats poguessin recórrer el país per fer lleves de soldats. Els serveis a favor de la monarquia francesa son recompensats l'abril de 1650 per Lluís XIV, que li expedeix els privilegis de cavaller i noble del Principat de Catalunya.
L'octubre de 1651 forma part del cenacle d'autoritats que avaluen com vèncer el setge de la ciutat de Barcelona. Rossell, a més, també fa de mitjancer entre el governador Josep de Margarit, el virrei La Mothe i el Consell de Cent en la qüestió jurídica suscitada pel desplaçament de la institució barcelonina a Manresa.
Les actes del Dietari de la Generalitat reflecteixen que Rossell no va exiliar-se, atès que el febrer de 1654 és empresonat i expulsat a València.